# Cèl·lules solars de nanocristalls

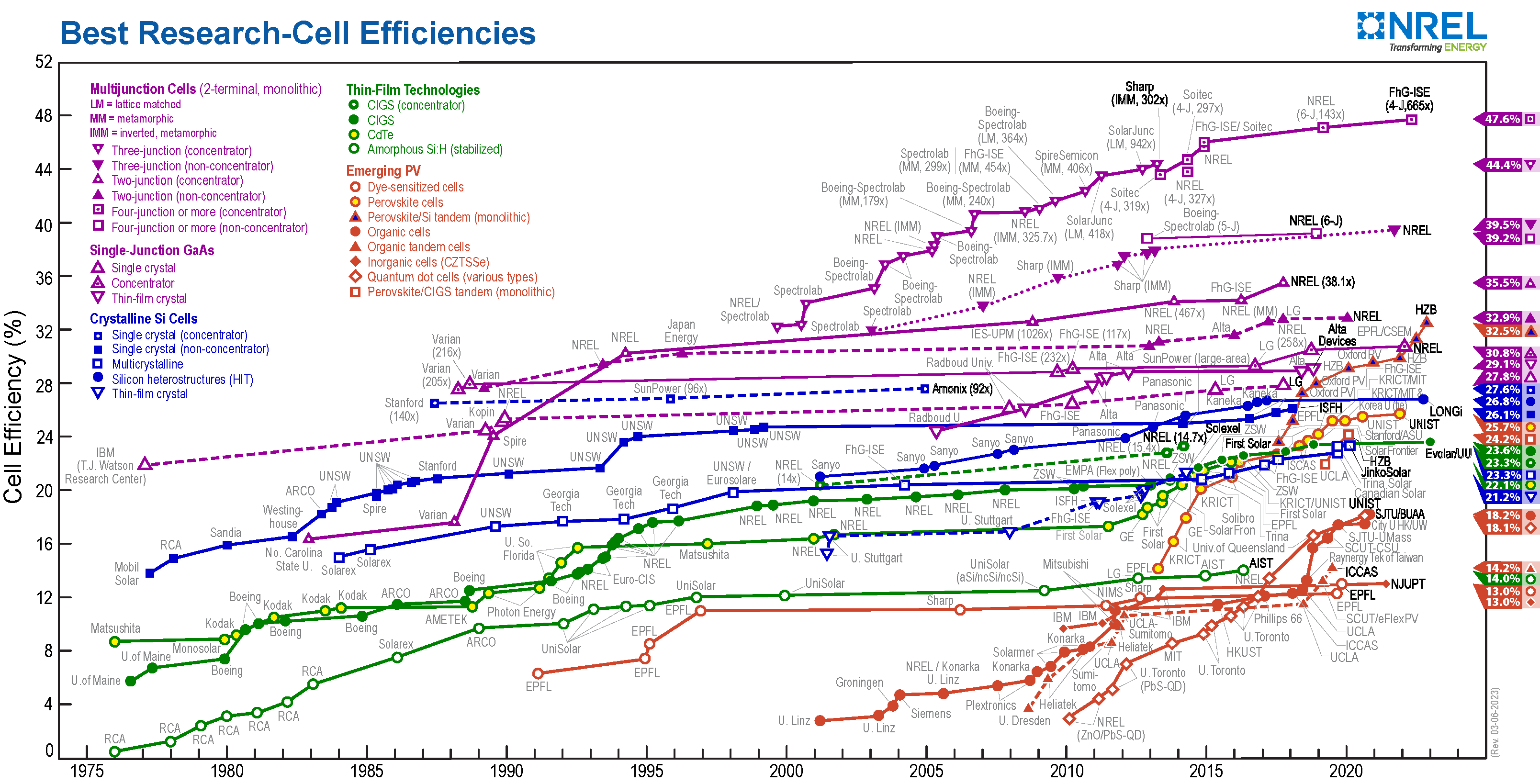
Eficiència de diferents cèl·lules solars.

Les cèl·lules solars de nanocristalls són cèl·lules solars basades en un substrat amb un recobriment de nanocristalls. Els nanocristalls es basen normalment en silici, CdTe o CIGS i els substrats són generalment silici o diversos conductors orgànics. Les cèl·lules solars de punt quàntic són una variant d'aquest enfocament, però aprofiten els efectes de la mecànica quàntica per extreure més rendiment. Les cèl·lules solars sensibilitzades amb colorants són un altre enfocament relacionat, però en aquest cas la nanoestructuració forma part del substrat.
Els mètodes de fabricació anteriors es basaven en costosos processos d'epitaxi de feix molecular, però la síntesi col·loïdal permet una fabricació més barata. Una fina pel·lícula de nanocristalls s'obté mitjançant un procés conegut com "spin-coating". Això implica col·locar una quantitat de la solució de punts quàntics sobre un substrat pla, que després es gira molt ràpidament. La solució s'estén uniformement i el substrat es gira fins que s'aconsegueix el gruix requerit.
Les cèl·lules fotovoltaiques basades en punts quàntics basades en pel·lícules de TiO₂ col·loïdals sensibilitzades amb colorants es van investigar el 1991 i es va trobar que presentaven una eficiència prometedora a l'hora de convertir l'energia de la llum incident en energia elèctrica, i que eren increïblement encoratjadores a causa del baix cost dels materials utilitzats. . Es va proposar una arquitectura d'un nanocristall (canal) en la qual una matriu de partícules individuals entre els elèctrodes, cadascuna separada per ~ 1 longitud de difusió d'excitons, es va proposar per millorar l'eficiència del dispositiu i la investigació sobre aquest tipus de cèl·lules solars s'està duent a terme per grups de Stanford, Berkeley i la Universitat de Tòquio.
Tot i que la investigació encara està en els seus inicis, en el futur la fotovoltaica de nanocristalls pot oferir avantatges com ara la flexibilitat (fotovoltaica composta de punt quàntic-polímer), menors costos, generació d'energia neta i una eficiència del 65%, en comparació. al voltant del 20 al 25% per a la fotovoltaica de primera generació basada en silici cristal·lí.
S'argumenta que moltes mesures de l'eficiència de la cèl·lula solar de nanocristall són incorrectes i que les cèl·lules solars de nanocristall no són adequades per a la fabricació a gran escala.
Investigacions recents han experimentat amb semiconductors de selenur de plom (PbSe), així com amb fotovoltaics de telurur de cadmi (CdTe), que ja s'han consolidat en la producció de cèl·lules solars de pel·lícula prima de segona generació. També s'estan investigant altres materials.